# Acer maximowiczii
Acer maximowiczii — вид клена, який був знайдений лише в Китаї (Ганьсу, Гуансі, Гуйчжоу, Хенань, Хубей, Хунань, Цінхай, Шеньсі, Шаньсі, Сичуань). Росте у змішаних лісах і долинах на висотах від 1800 до 2500 метрів. Цей вид використовується в садівництві, хоча й рідко.

## Опис
Acer maximowiczii — однодомне дерево до 12 метрів заввишки, з темно-коричневою гладкою корою. Гілочки тонкі, голі; зимові бруньки видовжено-еліпсоїдні, голі. Листки нескладні, тонкі, 6–11 × 4–9 см, з 5 лопатями і подвійними зубцями. Верхівкове суцвіття на листових гілочках, повисле, китицеподібне, 4–5 см, 10–15 квіток, з'являється після повного розвитку листя. Квітки: чашолистків 5, пелюсток 5, тичинок 8. Плід коричнево-жовтий; горішки плоскі, ≈ 6 мм в діаметрі; крило з горішком 1.8–2.5 см × ≈ 8 мм, крила розправлені тупо. Квітне у травні, плодить у вересні.